# Autretot
Autretot est une ancienne commune française située dans le département de la Seine-Maritime, en Normandie.
Elle a fusionné avec Veauville-lès-Baons pour former, le 1er janvier 2019, la commune nouvelle des Hauts-de-Caux dont elle est désormais le siège et une commune déléguée. 

## Géographie

### Localisation
Autretot est un village du pays de Caux située à 5 km au nord-est d'Yvetot.
| Rocquefort       | Hautot-Saint-Sulpice |                     |
|                  | Autretot             | Veauville-lès-Baons |
| Hautot-le-Vatois | Baons-le-Comte       |                     |

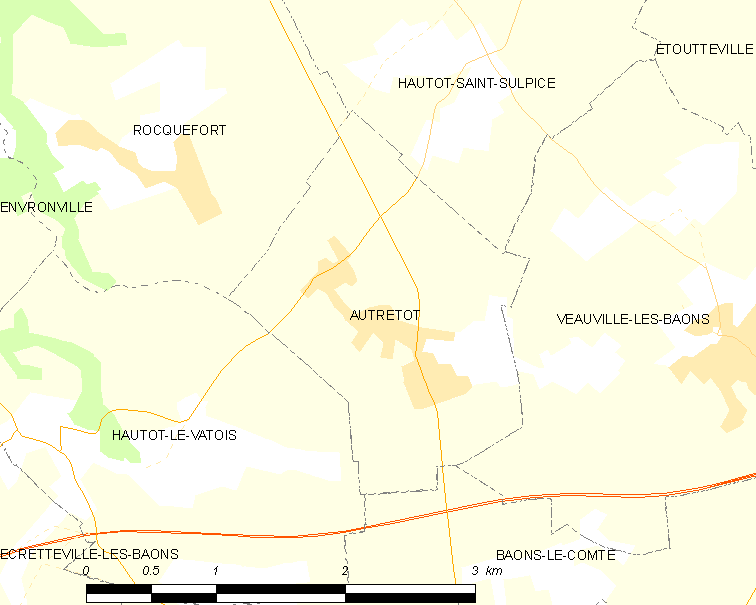
Carte de la commune déléguée.
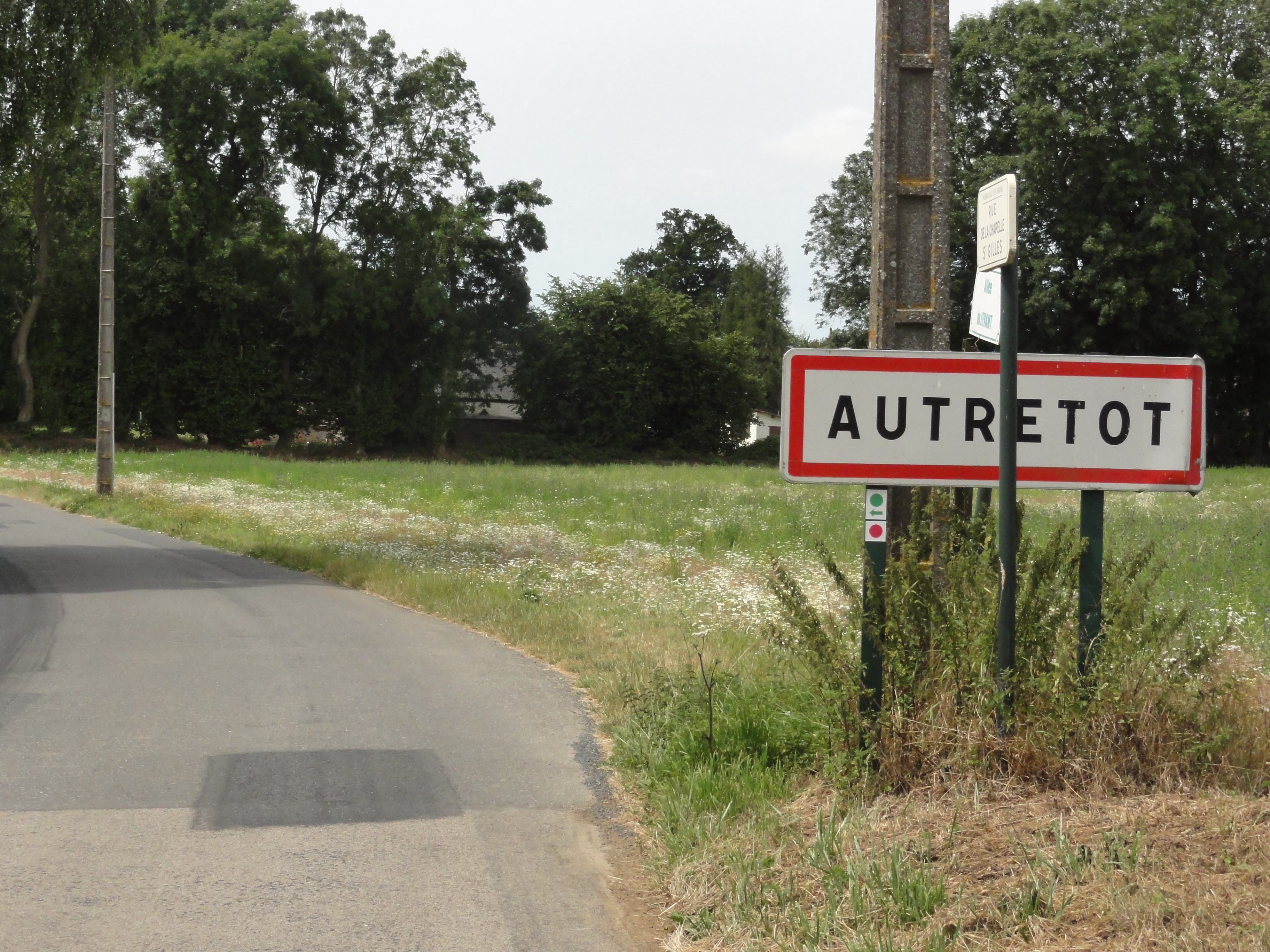
Entrée d'Autretot.
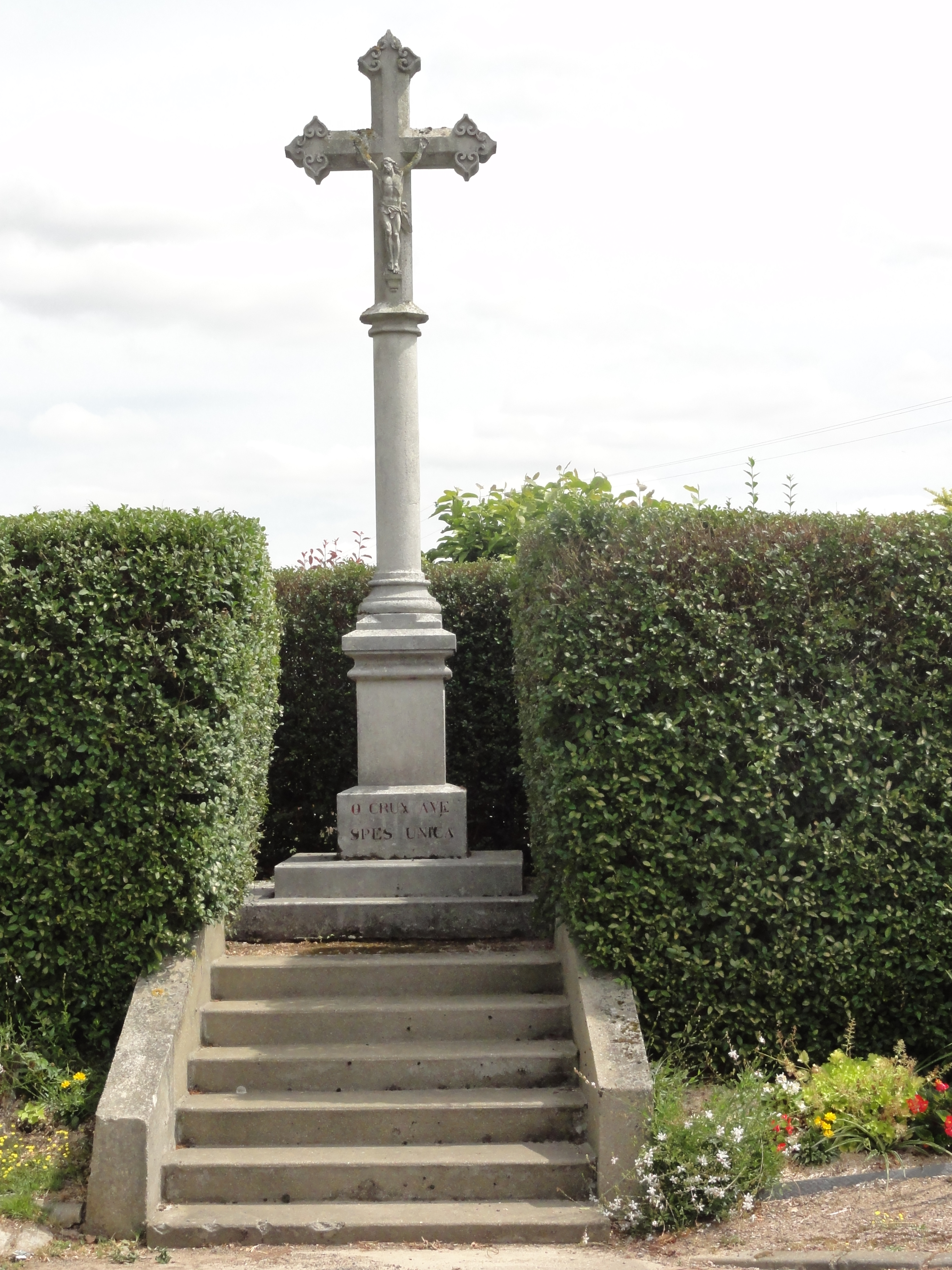
Croix au bord de la D 131.

## Urbanisme

### Voies de communication et transports
Autretot est desservi par la route départementale D 131 qui relie Yvetot à Cany-Barville et le littoral, en passant par la vallée de la Durdent.

## Toponymie
Le nom de la localité est attesté sous les formes Altetot au XIIe siècle (forme isolée), Altretot en 1219,.
Il s'agit d'une formation toponymique médiévale en -tot, appellatif qui représente l'ancien scandinave topt, toft « emplacement à bâtir, domaine rural, ferme ».
Par contre, l'élément Autre- issu régulièrement de Altre-, ne peut être déterminé avec certitude. En revanche, la forme la plus ancienne, malgré son peu d'antiquité est en Alte- et parait isolée, c'est pourquoi François de Beaurepaire propose sans conviction l'adjectif roman haut avec -tot, généralement masculin, employé ici au féminin comme dans Bonnetot avec l'adjectif roman bonne. Cette hypothèse est reprise par Ernest Nègre et René Lepelley telle quelle, car ils ne semblent pas douter de la forme Altetot,.
Remarque : ni François de Beaurepaire, ni Ernest Nègre et René Lepelley n'évoquent la possibilité d'un anthroponyme, cas le plus fréquent dans les formations en -tot, alors qu'il existe d'une part un nom de personne norrois Atli qui, avec métathèse de [l], pourrait correspondre à Altetot et d'autre part un anthroponyme germanique continental Althari, d'où Altretot. Ce dernier se perpétue dans le nom de famille Authier / Autier.

## Histoire
Du XVIe siècle au XVIIIe siècle, la commune est un centre du tissage et du protestantisme[réf. nécessaire].
Fusion de communes
Après une réflexion menée à compter de 2016 en vue de la fusion de quatre communes, Veauville-les-Baons et d’Autretot Hautot-le-Vatois et Hautot-Saint-Sulpice, seules les deux premières ont décidé de s'unir au sein d'une commune nouvelle destinée à limiter l'impact de la baisse des dotations d’État, mutualiser les moyens, maintenir l'offre de services publics et développer leurs complémentarités : « Les conseillers [municipaux] ont souhaité partager entre deux communes très complémentaires les moyens qui sont à leur disposition car, dans certains domaines, des concessions réciproques seront nécessaires et ont été jugées beaucoup plus aisées à réaliser à deux », indiquent les maires des deux communes qui fusionnent. Leurs conseils municipaux réunis le même jour, le 29 novembre 2018, ont approuvé ce projet par 10 oui, 3 non et 1 nul à Veauville-les-Baons et 11 oui et 3 blancs à Autretot,.
La commune nouvelle est ainsi créée au 1er janvier 2019 par un arrêté préfectoral du 19 décembre 2018.

## Politique et administration

### Rattachements administratifs et électoraux
Autretot se trouve depuis 1926 dans l'arrondissement de Rouen du département de la Seine-Maritime. Pour l'élection des députés, elle fait partie depuis 1986 de la dixième circonscription de la Seine-Maritime.
Elle faisait partie depuis 1806  du canton d'Yvetot. Dans le cadre du redécoupage cantonal de 2014 en France, ce canton, dont Autretot a été membre jusqu'à la fusion de 2019, a été modifié, passant de 12 à 54 communes.

### Intercommunalité
Avant la fusion de 2019, Autretot était membre de la communauté de communes de la Région d'Yvetot créée fin 2001.

### Liste des maires
| Période                                  | Période       | Identité       | Étiquette | Qualité |
| ---------------------------------------- | ------------- | -------------- | --------- | ------- |
| Les données manquantes sont à compléter. |               |                |           |         |
| 1910                                     |               | Piednoël       |           |         |
| 1920                                     |               | Saillard       |           |         |
| 1926                                     | 1930          | Fernand Soudet |           | Avocat  |
| 1934                                     |               | Leblic         |           |         |
| 2001                                     | décembre 2018 | Gérard Legay   |           |         |

### Liste des maires délégués
| Période      | Période                        | Identité     | Étiquette | Qualité                           |
| ------------ | ------------------------------ | ------------ | --------- | --------------------------------- |
| janvier 2019 | En cours (au 1er janvier 2019) | Gérard Legay |           | Maire des Hauts-de-Caux (2019 → ) |

## Équipements et services publics

### Espaces publics
Autretot a obtenu le niveau quatre fleurs au concours des villes et villages fleuris de 1985, et a maintenu cette distinction prestigieuse depuis lors.

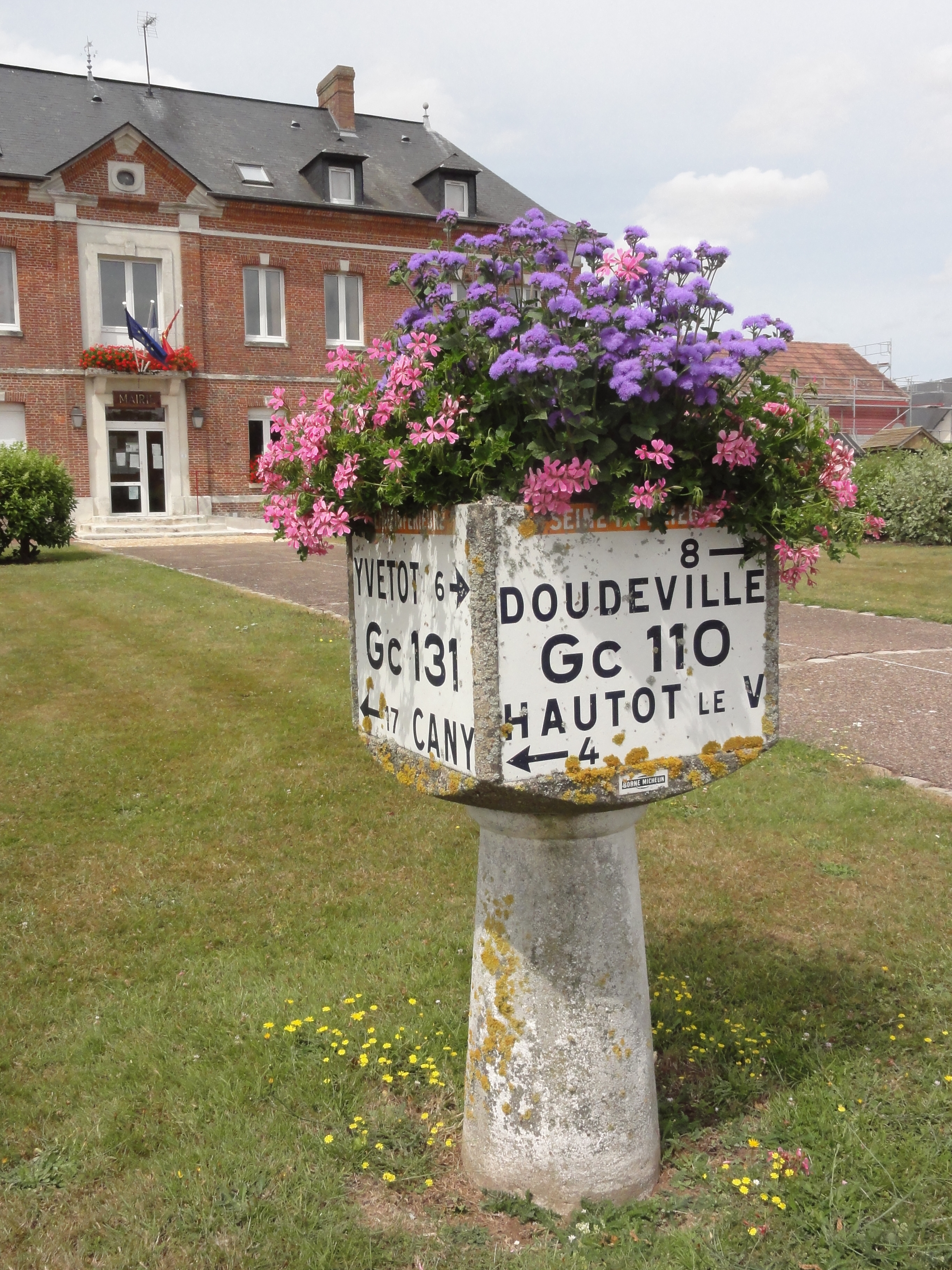
Ancienne borne Michelin fleurie devant la mairie.
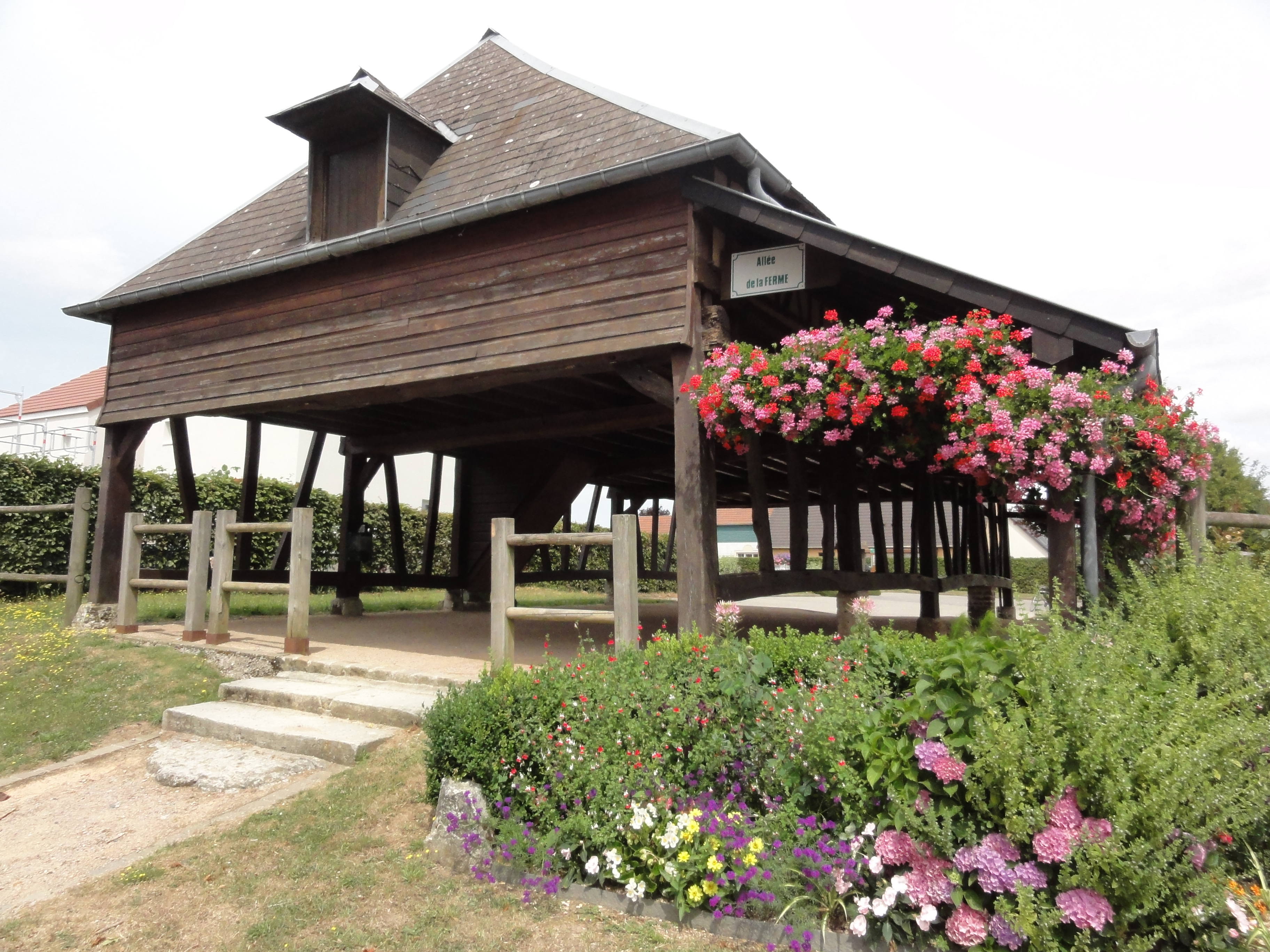
Les halles, terrain de pétanque, en fleurs.
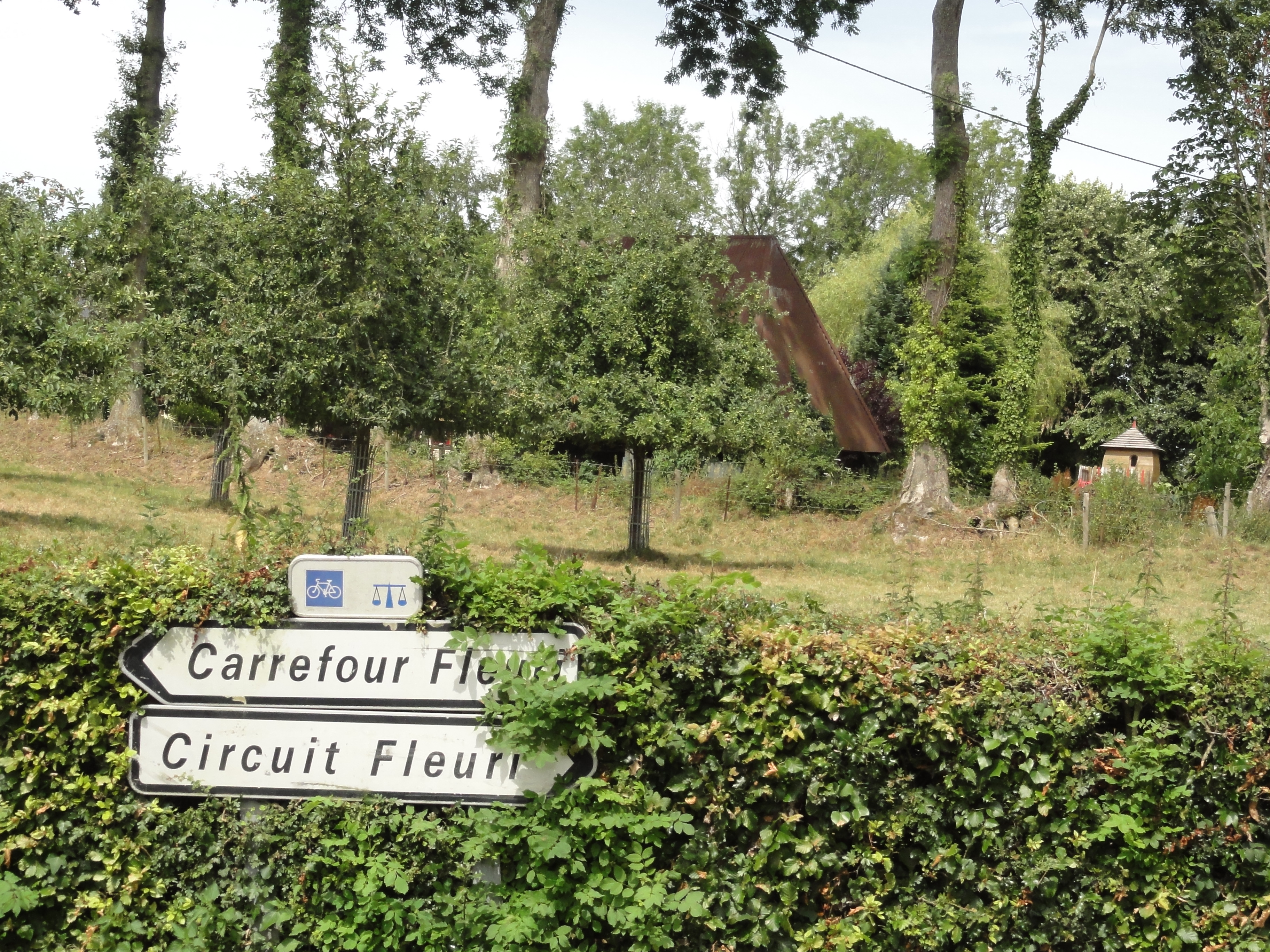
Le circuit fleuri, aussi part d'un circuit cycliste.

### Enseignement

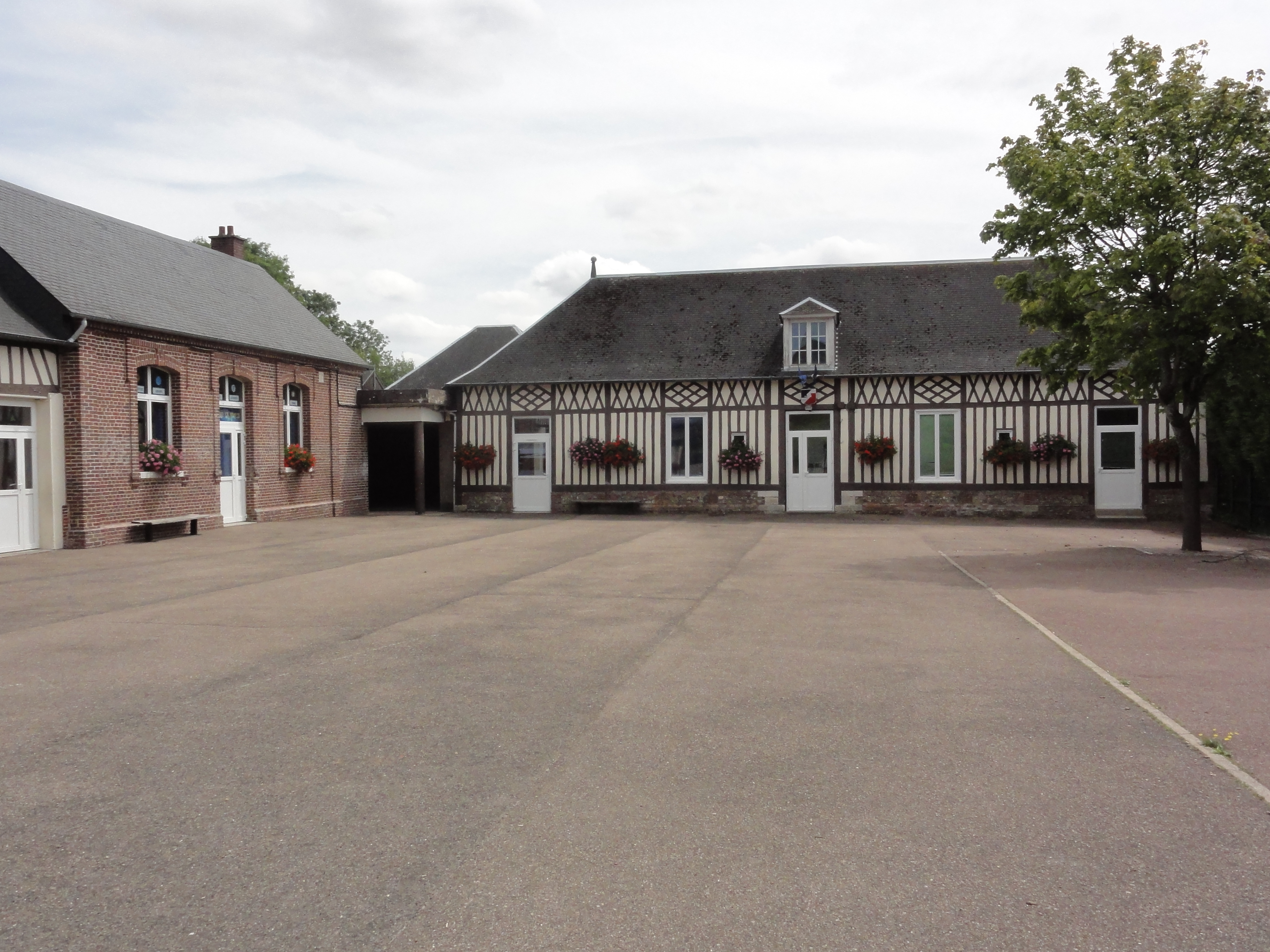
École municipale maternelle et élémentaire.

Les enfants de la commune sont accueillis dans une école municipale maternelle et élémentaire située allée des Tisserands, qui, à la rentrée 2018-2019, comptait 113 élèves répartis en 5 classes.

## Population et société

### Démographie
L'évolution du nombre d'habitants est connue à travers les recensements de la population effectués dans la commune depuis 1793. Pour les communes de moins de 10 000 habitants, une enquête de recensement portant sur toute la population est réalisée tous les cinq ans, les populations de référence des années intermédiaires étant quant à elles estimées par interpolation ou extrapolation. Pour la commune, le premier recensement exhaustif entrant dans le cadre du nouveau dispositif a été réalisé en 2007.

En 2016, la commune comptait 675 habitants, en évolution de −4,12 % par rapport à 2010 (Seine-Maritime : +0,35 %, France hors Mayotte : +2,11 %).
| 1793 | 1800 | 1806 | 1821 | 1831 | 1836 | 1841 | 1846 | 1851 |
| ---- | ---- | ---- | ---- | ---- | ---- | ---- | ---- | ---- |
| 943  | 973  | 929  | 901  | 951  | 950  | 927  | 962  | 918  |

| 1856 | 1861 | 1866 | 1872 | 1876 | 1881 | 1886 | 1891 | 1896 |
| ---- | ---- | ---- | ---- | ---- | ---- | ---- | ---- | ---- |
| 896  | 884  | 819  | 751  | 722  | 625  | 547  | 555  | 534  |

| 1901 | 1906 | 1911 | 1921 | 1926 | 1931 | 1936 | 1946 | 1954 |
| ---- | ---- | ---- | ---- | ---- | ---- | ---- | ---- | ---- |
| 480  | 469  | 381  | 317  | 317  | 325  | 304  | 344  | 336  |

| 1962 | 1968 | 1975 | 1982 | 1990 | 1999 | 2006 | 2007 | 2012 |
| ---- | ---- | ---- | ---- | ---- | ---- | ---- | ---- | ---- |
| 351  | 348  | 466  | 505  | 620  | 621  | 701  | 712  | 691  |

| 2016 | - | - | - | - | - | - | - | - |
| ---- | - | - | - | - | - | - | - | - |
| 675  | - | - | - | - | - | - | - | - |

### Manifestations culturelles et festivités
- Fête des fleurs les 2 derniers week-end de juillet.
- Fête cauchoise de Notre-Dame début septembre.

## Culture locale et patrimoine

### Lieux et monuments
- Église Notre-Dame - Saint-André, reconstruite après 1827 sur les plans de Delphir Isidore Marical (architecte)[15].
- Monument aux morts.
- Croix sculptée de l'ancien cimetière.
- Statue du Christ-roi.
- Colombier.
- Mairie, dans une ancienne « cour masure » qui date du XVIe siècle.
- Maisons et fermes des XVIIe, XVIIIe et XIXe siècles[16].
- Ancienne ferme du XVIIIe siècle[17].
- Manoir du XVIIIe siècle[18]
- Circuit fleuri de la hêtraie de 5 km.

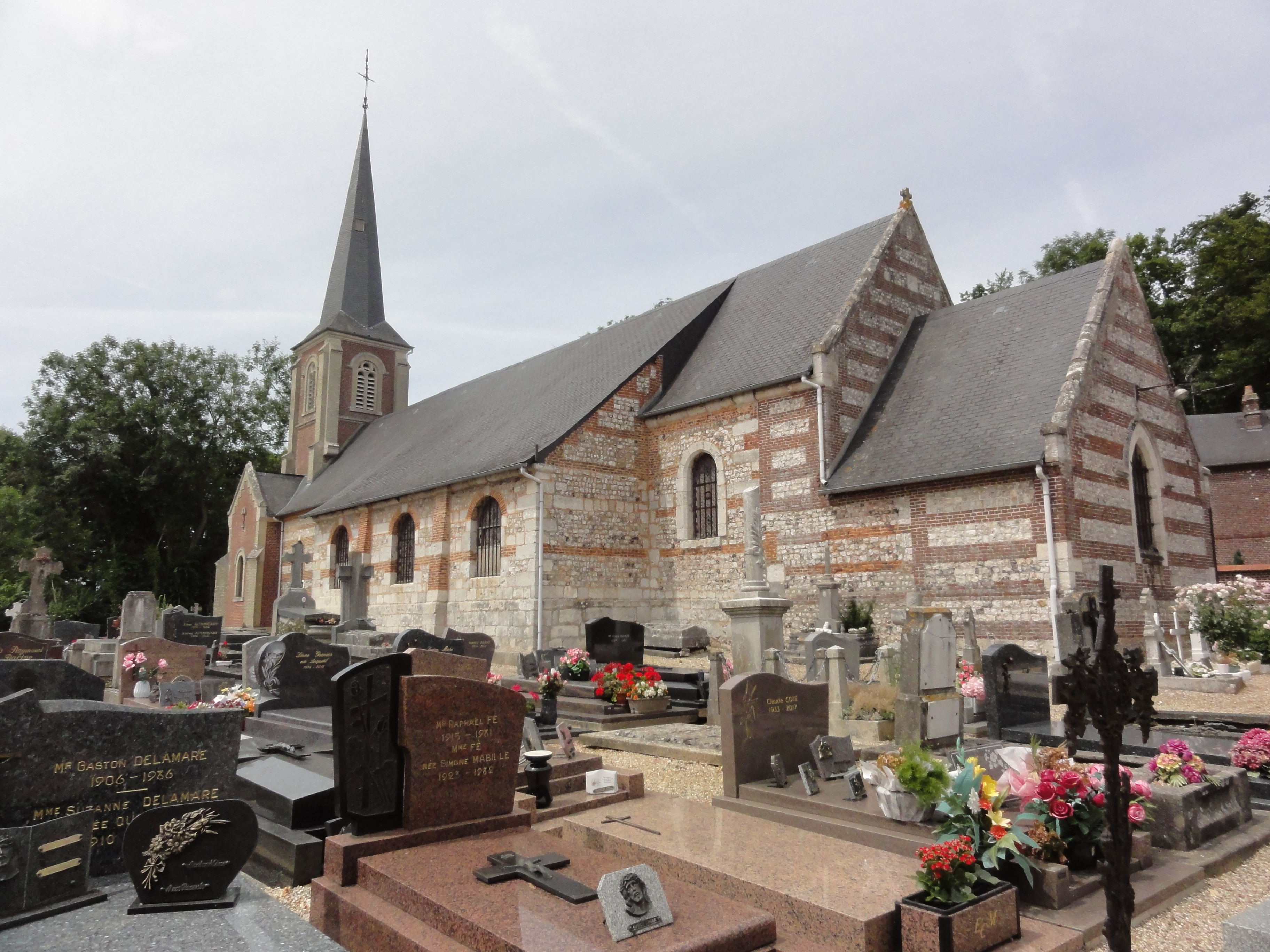
L'église Notre-Dame - Saint-André.
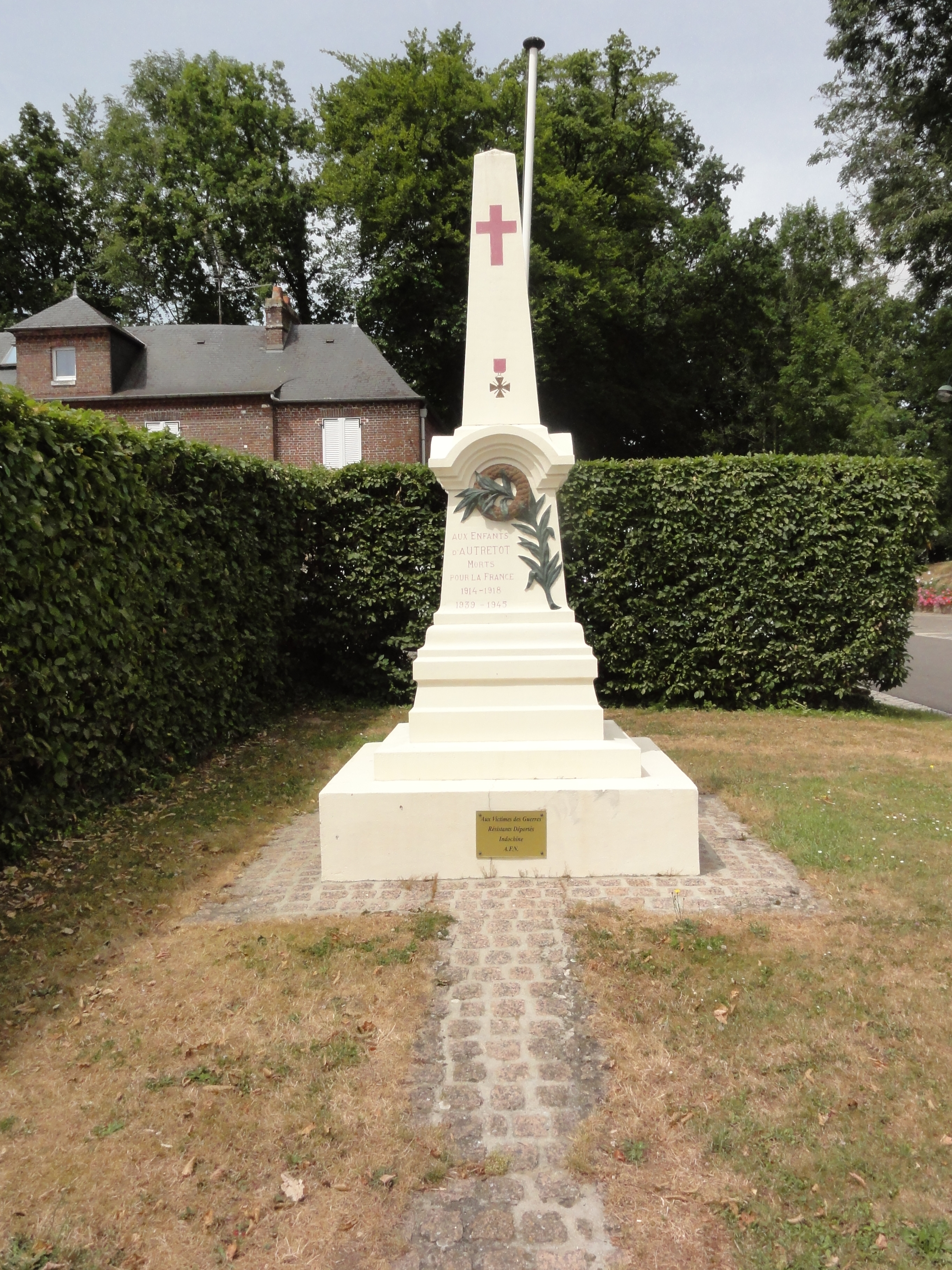
Le monument aux morts.
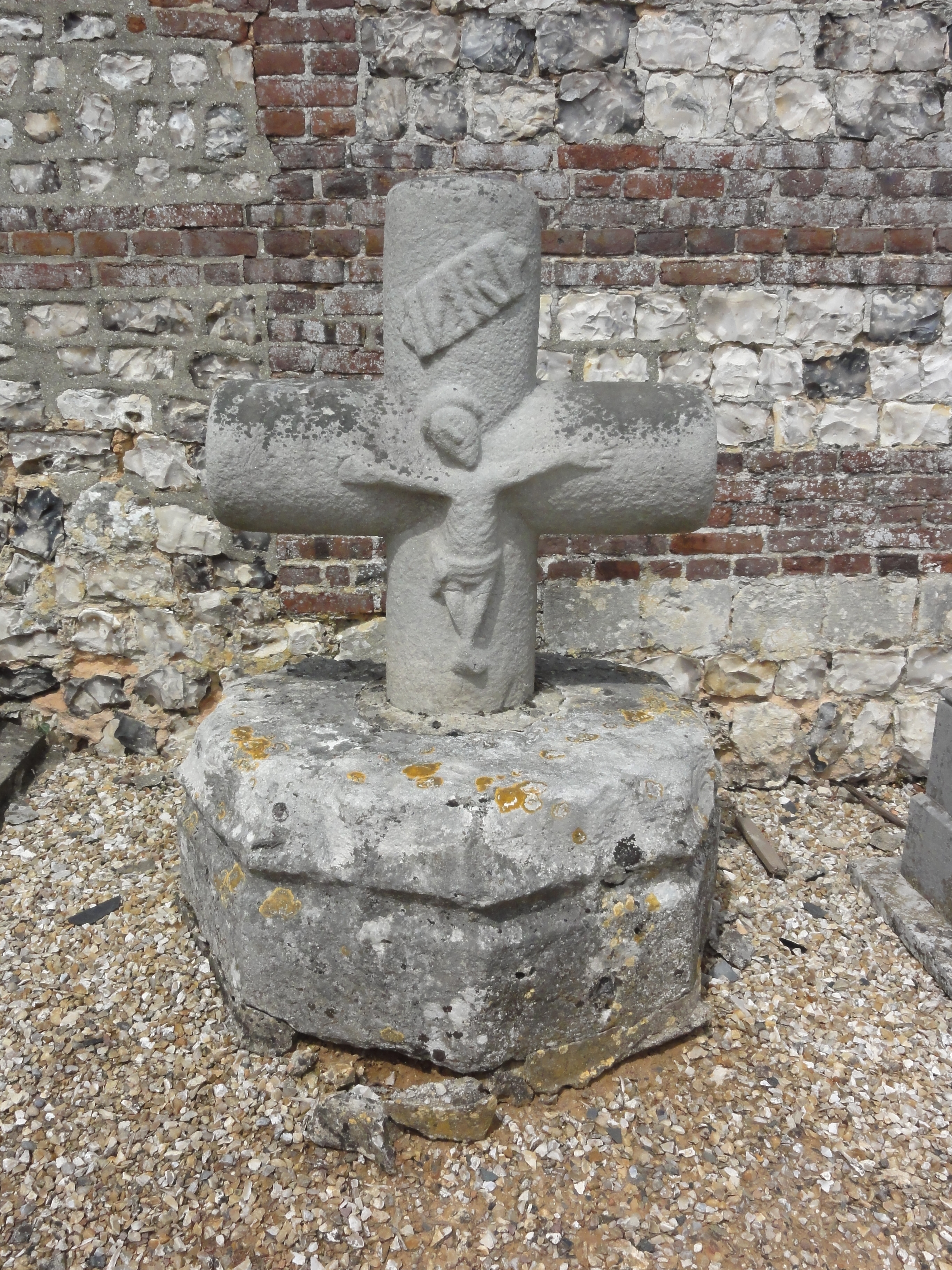
La croix de l'ancien cimetière.
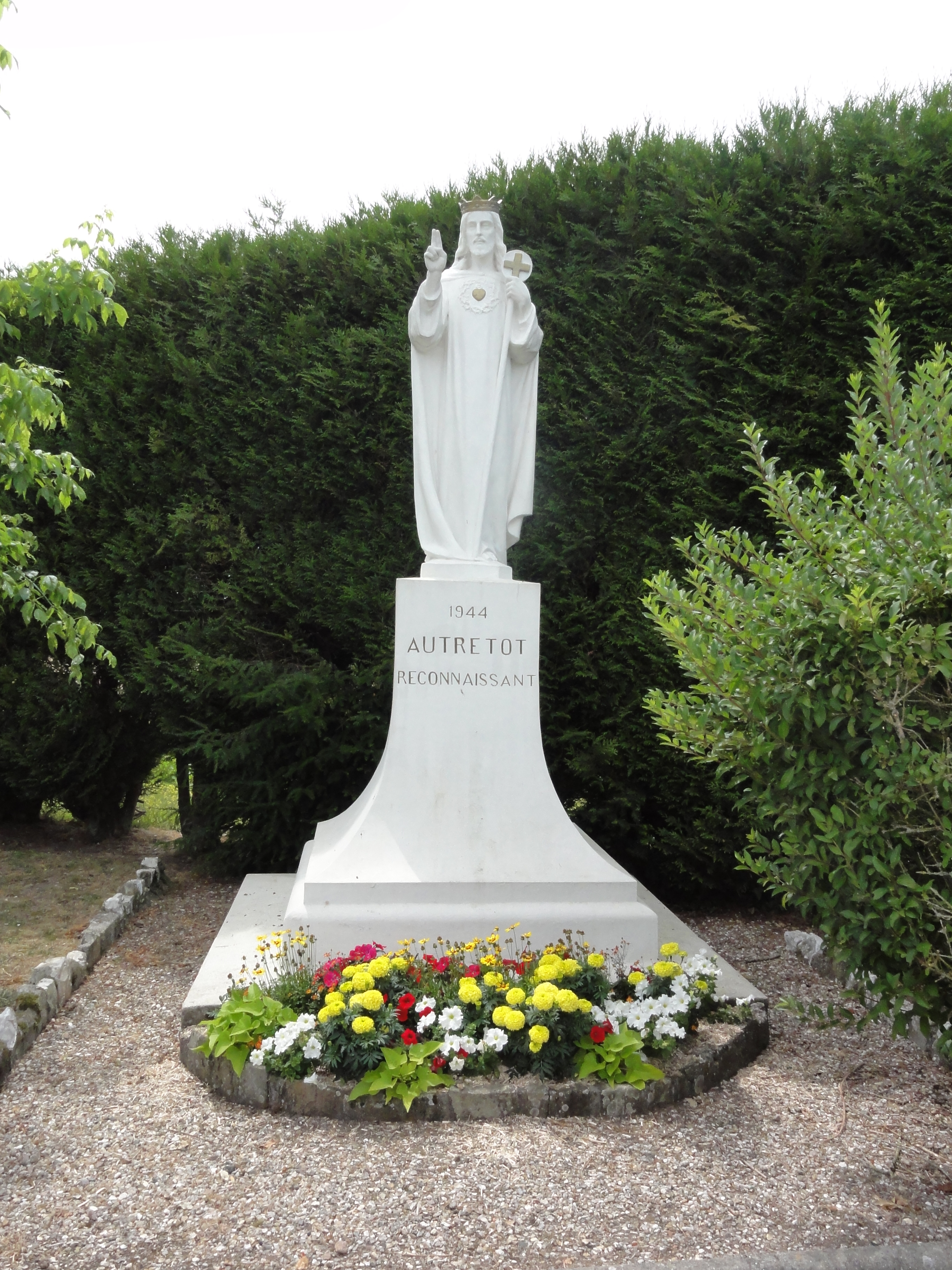
La statue du Christ-roi.
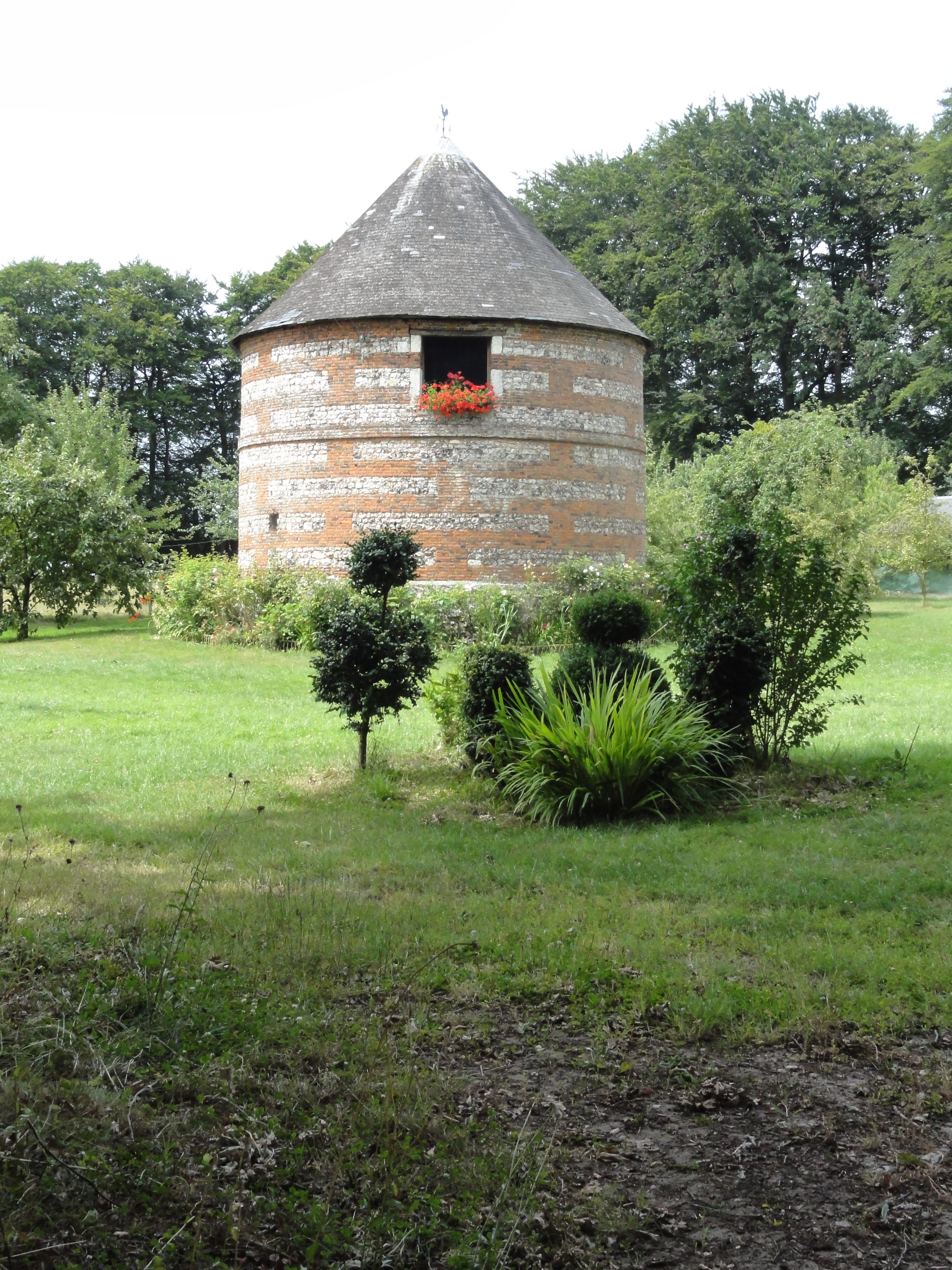
Le colombier.